# Antagónica Furry
Antagónica Furry (La Paz, 18 de noviembre de 1984) es una artista plástica boliviana.   Desarrolla su arte a través de la poesía, el collage, la pintura, la ilustración, la fotografía y el modelaje de talla grande. Sus obras más conocidas son realizadas en la técnica del collage. Pionera en el Collage Pictórico dadaísta en Bolivia. Su trabajo ha sido expuesto en países como Francia, Holanda, Polonia, España, China, Estados Unidos, México, Perú, Chile, Colombia, Argentina, Ecuador, Bélgica, e Italia, entre otros. Es considerada parte de las cien collagistas contemporáneas más importantes. Jefa y curadora del área de collage en la galería Sam Bellamy de Perú.

## Biografía
Nació en la ciudad de La Paz, de padre colombiano, durante los años 2000 vivió en la ciudad de Sucre y posteriormente se trasladó a Francia.

### Inicios
Delgadillo define su infancia y sus primeras etapas de trabajo artístico como complicadas por las carencias económicas de su familia, describe la situación de esta manera: 

“Nunca pensé que viviría de mi arte, que mi familia iba a estar tan orgullosa de mi trabajo o que me mudaría a Europa. Vengo de una familia muy humilde, en el que mi mamá ha trabajado muy duro para sacarnos adelante. Muchas veces tuvimos que comer pan duro, pero salimos adelante.  Yo a veces me sentía la oveja negra, pero ya no, todos en mi familia están orgullosos de mí”.
Antagónica Furry

### Formación
Delgadillo estudió la carrera de derecho aunque ya no la ejerce, ha logrado vivir del ejercicio del arte, un logro que pocos artistas pueden permitirse en Bolivia.
Su formación en el arte ha sido intuitiva, dedicando su tiempo libre a desarrollar sus habilidades artísticas.
En  2014 en colaboración con la artista China Martínez y Las Manos de dolores, a quienes conoció en la galería IMA  de La Paz publicó una fotonovela erótica: Boca Verde, considerada la primera obra de esas características en Bolivia. Posteriormente participó del festival de Historieta Boliviana, Viñetas con altura, donde expuso reiteradas veces.

### Carrera
Su carrera como artista comenzó a consolidarse tras presentar una postulación para asistir al Encuentro Mundial del Collage, en Francia, siendo invitada con todos los gastos cubiertos, esta exposición supuso un gran éxito con la venta de varias de sus obras.
Tras esta participación fue invitada a exponer en espacios de todo el mundo, pudiendo dedicarse enteramente al arte. Delgadillo es fundadora y parte de Mujeres Tijera, colectivo de artistas del collage que incluye a Silvia Cuello, Erika Ewel y Alejandra Dorado.

## Personaje público
Delgadillo ha construido un público a través de las redes sociales, publicando textos breves, reflexiones, autorretratos de contenido erótico y parte de sus trabajos.

## Exposiciones
- Cantos fúnebres de niños en el jardín II, 2018
- Mujeres tijera, exposición grupal, 2019[16][17]

## Obra
Su obra ha recibido muy buenas críticas, ha sido calificada como erótica, oscura, escatológica, surreal y preciosista, aunque ella lo define como Vintage Dadá. Es parte del movimiento de arte contemporáneo en Bolivia, y parte de un naciente movimiento de collage local. A pesar de ser una artista reconocida y con exposiciones alrededor del mundo, Delgadillo no pudo tramitar su carnet de artista en su país, debido a que entre las áreas del arte que podían considerarse para la emisión del documento no se hallaba el collage. Sus obras han ilustrado etiquetas de vino y cubiertas de libros.
Entre sus libros publicados se encuentran:
- Pus de fresa
- Consciencia de bidet
- Poesía caníbal
- Requiebro
- Cofradía de seres acuarelados
- Bypass en pasadizo

## Premios y reconocimientos
Ganadora dos años consecutivos del premio Salón Pedro Domingo Murillo, en la gestión 2020 y 2021 en la categoría de Otros Medios.